# Nemapogon palmella
Nemapogon palmella är en fjärilsart som beskrevs av Pierre Chrétien. Nemapogon palmella ingår i släktet Nemapogon och familjen äkta malar. Inga underarter finns listade i Catalogue of Life.